# Завгородня Олена Василівна
Завгородня Олена Василівна — український сценарист, редактор. Заслужений працівник культури України (1987). Член Національної спілки кінематографістів України.
Народилася 9 вересня 1936 р. у с. Вишневе Дніпропетровської обл. в родині робітника. Закінчила факультет журналістики Київського державного університету ім. Т. Г. Шевченка (1959). 
Працювала редактором і відповідальним редактором відділу кіноперіодики на студії «Укркінохроніка».

## Фільмографія
Вела фільми:
- «Кольори натхнення» (1969),
- «Шлях до тунелю» (1975),
- «Кантата про червоний оркестр» (1975),
- «Оселя пам'яті» (1976),
- «Добридень, Дніпропетровськ!» (1976),
- «Дорогою Шляхової» (1979),
- «Піонерія» (1980) тощо.

Автор сценаріїв і текстів до стрічок:
- «Анкета» (1969),
- «Радянська Україна» (1968, № 4. Диплом зонального кінофестивалю, Ленінград, 1969),
- «Молодь України» (1970, № 3),
- «Першотравень 71» (1971),
- «Півстоліття ГОЕЛРО» (1971),
- «Україна спортивна» (1974, № 4. Диплом V Всесоюзного кінофестивалю спортивних фільмів, Таллінн, 1974),
- «Бенефіс» (1977),
- «Свято молодості» (1977),
- «Макіївці — 200 років» (1977),
- «Молода гвардія» (1977),
- «Виростити людину» (1977),
- «Два голи капітана» (1978),
- «П'ята трудова» (1978),
- «Світ твоїх захоплень» (1978),
- «Ти моя весна» (1978),
- «50 років Перемоги» (1995) та інш.

Автор сценаріїв документальних фільмів «Маестро Авдієвський» (1996), «Заради життя» (1996, у співавт. з І. Гольдштейном) тощо.